# John Almkvist
Nils Johan (John) Fredrik Almkvist (i riksdagen kallad Almkvist i Skellefteå, senare Almkvist i Äppelviken), född 24 november 1875 i Härnösand, död 27 maj 1946 i Bromma, var en svensk ämbetsman och politiker (frisinnad).

## Biografi
John Almkvist, som var son till en vaktkonstapel, var i ungdomen sjöman och tog 1897 folkskollärarexamen i hemstaden Härnösand. Han var sedan folkskollärare i staden till 1917, varpå han var folkskoleinspektör i norra Västerbottens län 1915–1929 och i Stockholmstrakten 1929–1930. Han var därefter undervisningsråd i Skolöverstyrelsen 1931–1942 och inspektör för statens dövstumundervisning 1942–1946.
Han var riksdagsledamot i första kammaren 1919–1930, fram till 1921 för Västerbottens läns valkrets och från 1922 för Västerbottens läns och Norrbottens läns valkrets. I riksdagen tillhörde han Frisinnade landsföreningens riksdagsparti Liberala samlingspartiet, efter den liberala partisplittringen ersatt av Frisinnade folkpartiet. Han var bland annat ordförande i första kammarens andra tillfälliga utskott 1922-1925 och engagerade sig särskilt i skolfrågor. I rollen som skolpolitiker anlitades han också i ett stort antal statliga utredningar.
John Almkvist var ecklesiastikminister i Carl Gustaf Ekmans frisinnade regering 1926–1928. Under hans tid som minister genomfördes 1927 års stora skolreform, som stärkte folkskolans ställning och i princip öppnade allmänna läroverk för flickor.
Han var även aktiv i IOGT, bland annat som distriktstemplar i södra Ångermanland.